# Svinninge
 For alternative betydninger, se Svinninge (flertydig). (Se også artikler, som begynder med Svinninge)
Svinninge (tidligere benævnt Svinninge Stationsby) er en by i Nordvestsjælland med 2.894 indbyggere  (2025) beliggende i Svinninge Sogn ca. 15 kilometer vest for Holbæk, syd for Odsherred. Byen ligger i Holbæk Kommune og hører under Region Sjælland.
Svinninge er en stationsby ved Odsherredsbanen. 

## Historie
Omkring 1870 blev byen beskrevet således: "Svinninge med Kirken, Skole, Kro .., Postexpedition, 2 større Kjøbmandshandler, Lægebolig".
Omkring 1900 blev byen beskrevet således: "Svinninge (gl. Form Svæthninge), ved Landevejen, med Kirke, Skole, Forsamlingshus (opf. 1890), Postkontor, Telegraf- og Telefonstation, Andelsmejeri (Brokilde), 2 større og flere mindre Købmandshandeler, 2 Bagerier, Bryggeri og næringsdrivende af alle Slags, Valgsted for Holbæk Amts 2. Folketingskr.; i Byen er rejst en Mindesten med Basrelief for Fr. VII (1870) og en af Jerichau modell. Buste af Kredsens mangeaarige Folketingsmand, Oberst A.F. Tscherning (1887). Ved Landevejen bliver Station paa Odsherredsbanen."
Svinninge stationsby havde 520 indbyggere i 1901, 529 i 1906, 545 i 1911 og 745 indbyggere i 1916.
I mellemkrigstiden fortsatte byen sin udvikling: I 1921 havde Svinninge 615 indbyggere, i 1925 691, i 1930 782, i 1935 810 og i 1940 913 indbyggere.
Efter 2. verdenskrig fortsatte Svinninge sin udvikling: I 1945 havde byen 980 indbyggere, i 1950 1.117, i 1955 1.155, i 1960 1.437 og i 1965 1.539 indbyggere.